# Foster Wikner Wicko
Foster Wikner Wicko là một loại máy bay thông dụng của Anh trong thập niên 1930. DO hãng Foster Wikner Aircraft Company Limited ở Sân bay Southampton, Hampshire chế tạo.

## Biến thể
- Wicko F.W.1
- Wicko F.W.2
- Wicko F.W.3
- Wicko G.M.1
  - Warferry

## Quốc gia sử dụng
New Zealand
- Không quân Hoàng gia New Zealand

 Anh Quốc
- Không quân Hoàng gia

## Tính năng kỹ chiến thuật (Wicko G.M.1)
Dữ liệu lấy từ Jackson p. 207
Đặc điểm tổng quát
- Kíp lái: 2
- Chiều dài: 23 ft 3 in (7,09 m)
- Sải cánh: 31 ft 6 in[1] (9,60 m)
- Chiều cao: 6 ft 7 in (2,01 m)
- Diện tích cánh: 153 ft² (14,21 m²)
- Trọng lượng rỗng: 1.255 lb (569 kg)
- Trọng lượng có tải: 2000 lb (908 kg)
- Trọng lượng cất cánh tối đa: 2,000 lb (907 kg)
- Động cơ: 1 × de Havilland Gipsy Major, 130 hp (97 kW)

 Hiệu suất bay 
- Vận tốc cực đại: 140 mph (225 km/h)
- Vận tốc hành trình: 120 mph (192 km/h)
- Tầm bay: 480 dặm (770 km)
- Trần bay: 20.000 ft (6.100 m)
- Vận tốc lên cao: 800 ft/phút (4,06 m/s)
- Tải trên cánh: 13 lb/ft2 (63,4 kg/m2)
- Công suất/trọng lượng: 0.065 hp/lb (10.6 W/kg)